# Ma Yin
Ma Yin (chinois : 馬殷) né en 853 et mort le 2 décembre 930, était un seigneur de guerre à la fin de la dynastie Tang qui devint le premier souverain du royaume de Chu. Son royaume s'étend sur le Hunan et le nord-est du Guangxi. 